# Reluktans
Magnetisk reluktans, eller magnetiskt motstånd,  är ett begrepp som används för analys av  magnetiska kretsar. Den är analog med resistans för en elektrisk krets, men snarare än att svara mot förbrukning av magnetisk energi svarar den mot lagring av magnetisk energi. I likhet med hur det elektriska fältet får en elektrisk ström att följa en väg av minimal resistans orsakar ett magnetiskt fält att ett magnetiskt flöde följer en väg av minsta magnetiska reluktans. Reluktansen är en skalär i likhet med elektrisk resistans.

## Definition
Den totala reluktansen är förhållandet mellan  magnetomotoriska kraften (MMF) i en passiv magnetisk krets och det magnetiska flödet i denna krets.  I ett växelfält, är reluktansen förhållandet mellan amplituden för en sinusoidal MMF och det magnetiska flödet. 
Definitionen kan skrivas
{\displaystyle {\mathcal {R}}={\frac {\mathcal {F}}{\Phi }}}
där
{\displaystyle {\mathcal {R}}} är reluktansen i amperevarv per weber.
{\displaystyle {\mathcal {F}}} är den magnetomotoriska kraften (MMF) i amperevarv
Φ är det magnetiska flödet i weber.
Ett magnetiskt flöde bildar alltid en sluten slinga enligt Maxwells ekvationer, men slingans väg beror av reluktansen hos de omgivande materialen. Slingan är koncentrerad kring vägen av lägst reluktans. Luft och vakuum har hög reluktans medan lättmagnetiserade material som mjukt järn har liten reluktans. Koncentrationen av flöde i material med låg reluktans orsakar tillfälliga poler och ger upphov till mekaniska krafter som tenderar att flytta materialet mot regioner av högre flödestäthet och är därigenom alltid en attraktiv kraft.
Reluktansen för en likformig magnetisk krets kan beäknas som
{\displaystyle {\mathcal {R}}={\frac {l}{\mu _{0}\mu _{r}A}}}
eller
{\displaystyle {\mathcal {R}}={\frac {l}{\mu A}}}
där 
l är den magnetiska kretsens längd i meter
{\displaystyle \mu _{0}} är permeabiliteten hos vakuum, lika med {\displaystyle 4\pi \times 10^{-7}} henry per meter
{\displaystyle \mu _{r}} är materialets relativa magnetiska permeabilitet
{\displaystyle \mu } är materialets permeabilitet ({\displaystyle \mu =\mu _{0}\mu _{r}})
A är kretsens tvärsnittsarea i  kvadratmeter
Reluktansens invers kallas permeans:
{\displaystyle {\mathcal {P}}={\frac {1}{\mathcal {R}}}}
vilket också kan skrivas som
{\displaystyle {\mathcal {P}}={\frac {\mu _{0}\mu _{r}A}{l}}}
Dess härledda  SI-enhet är henry (samma enhet som för  induktans, trots att de två entiteterna är olika).